# Daucus aureus
Carotte dorée
Espèce
Statut de conservation UICN

LC : Préoccupation mineure
Daucus aureus, la Carotte dorée, est une espèce de plantes à fleurs de la famille des Apiaceae et du genre Daucus, originaire de la région méditerranéenne.

## Taxonomie
L'espèce est décrite en premier par le botaniste français René Desfontaines en 1798, qui la classe dans le genre Daucus sous le nom binominal Daucus aureus, qui est donc basionyme. L'espèce est déplacée dans le genre Peltactila par Constantin Rafinesque en 1838 sous le nom Peltactila aurea, puis en 1874 dans le genre Platyspermum par Auguste Pomel, sous le nom Platyspermum aureum. Cependant le nom correct reste Daucus aureus,,.
La Carotte dorée est une espèce polymorphe, et peut présenter, en Algérie orientale et au nord de la Tunisie, des morphotypes à fruits inermes à méricarpes dépourvus d'aiguillons et de poils courts sur les côtes primaires. Ces variations ont fait l'objet de la description du genre Ammiopsis par Edmond Boissier considéré à l'origine comme proche du genre Ammi, ramené depuis dans Daucus aureus,.  
Daucus aureus a pour synonymes :
- Ammi daucoides Salzm. ex DC.[1]
- Ammiopsis aristidis Coss. ex Batt.[1]
- Ammiopsis aristidis Coss. ex Batt. & Trab., 1889[2]
- Ammiopsis daucoides Boiss., 1856[1],[2]
- Daucus aureus var. subinermis Zohary, 1972[1],[2]
- Daucus aureus var. tuberculatus Chabert, 1892[2]
- Daucus parviflorus Willk., 1868[2]
- Peltactila aurea (Desf.) Raf., 1838[1],[2],[3]
- Platyspermum aureum (Desf.) Pomel, 1874[1],[2],[3]

## Description

### Appareil végétatif
C'est une plante annuelle ou bisannuelle, grêle, glauque. Les tiges mesurent de 15 à 80 cm, glabres ou scabres. Les feuilles sont (2-) 4 pennatiséquées, à segments linéaires et lancéolés, glabrescentes, larges de 0,5 à 1 mm, aigus et scabres. Les pétioles et gaines des feuilles sont courts. Les feuilles caulinaires sont semblables et réduites.

### Appareil reproducteur
Les ombelles sont largement pédonculées, d'un diamètre de 6 à 10 cm, avec 18-30 rayons légèrement inégaux et 5 à 11 bractées pennatiséquées, réflexes dans la fructification, à segments sétacés et réfléchis. Les ombellules sont avec 5–10 bractéoles divisées-trifides. Les pétales sont jaunâtres clairs ou nettement jaunes après anthèse. Les fruits, de 4–6,1 mm, sont de forme ellipsoïde ; les côtes primaires avec une ou deux rangées de poils simples ; les côtes secondaires avec 5 à 8 épines plus longues que la largeur des méricarpes, rigides, pas ou très légèrement confluentes à la base. Le stylopode a des excroissances basales, conique et épais. Les styles mesurent 1,3–2 mm. L'endosperme est concave. La diploïdie est de 2n=22. La plante fleurit d'avril à juin.

## Habitat et écologie

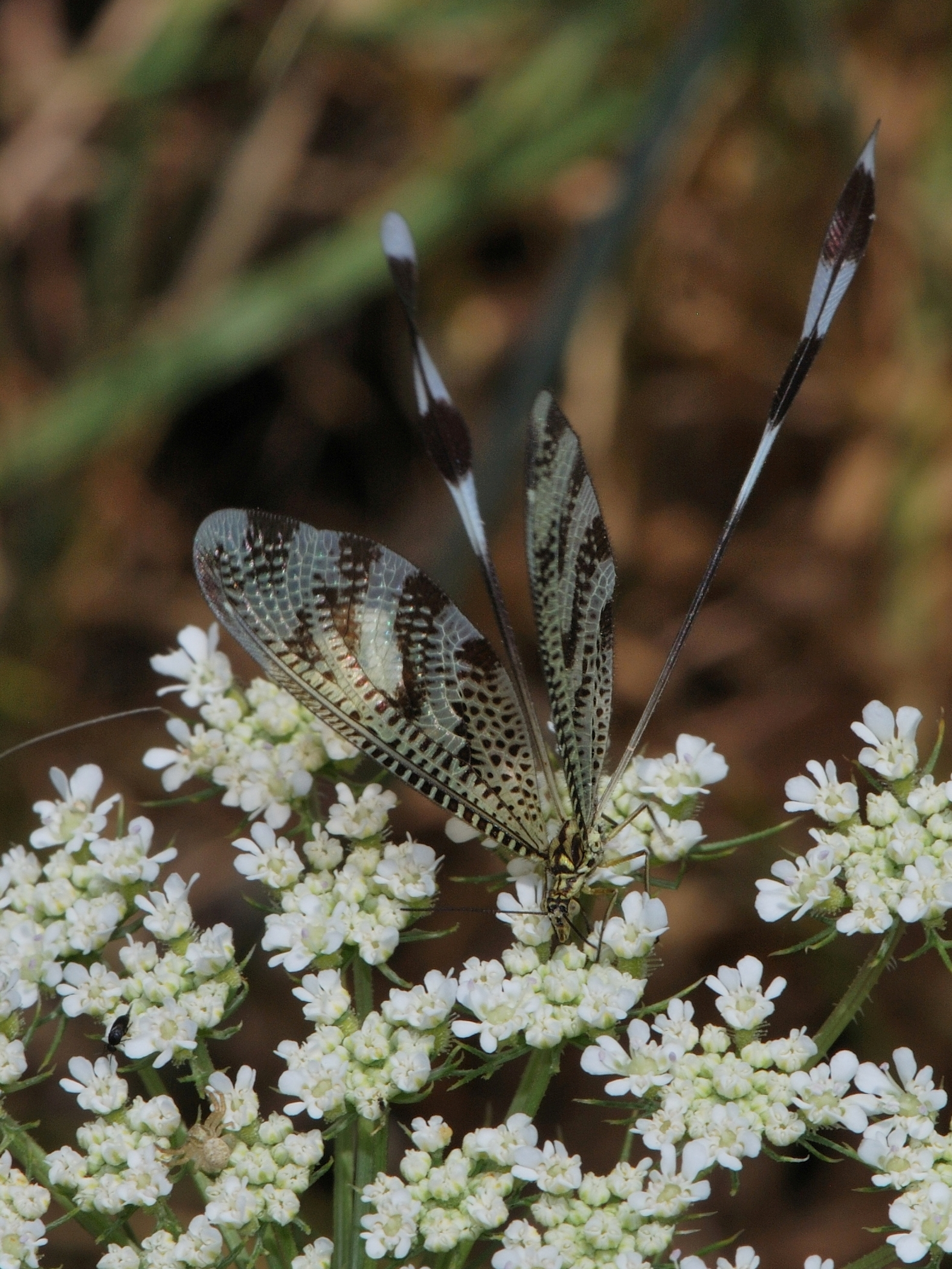
Nemoptera aegyptiaca sur fleurs de Carotte dorée.

C'est une espèce caractéristique des communautés méditerranéennes annuelles des sols superficiels. On la rencontre jusqu'à 600 m d'altitude.

## Répartition
L'espèce est originaire de la région méditerranéenne. Elle n'est pour autant pas indigène en France,, où on la rencontre sur la côte méditerranéenne.